# Dipachystigma cushmani
Dipachystigma cushmani är en stekelart som beskrevs av Crawford 1911. Dipachystigma cushmani ingår i släktet Dipachystigma och familjen puppglanssteklar. Inga underarter finns listade i Catalogue of Life.